# Becusi Leten
Becusi Leten (ehemals indonesisch Becusi Atas, deutsch „Ober-Becusi“) ist ein Ortsteil der osttimoresischen Landeshauptstadt Dili. Er liegt im Norden des Sucos Becora (Verwaltungsamt Cristo Rei, Gemeinde Dili) und entspricht in etwa der Aldeia Becusi Centro (deutsch „Zentral-Becusi“), die 2015 eine Einwohnerzahl von 4995 hatte.
Becusi Leten befindet sich im nördlichen des dreigeteilten Territoriums Becoras und liegt dort im Zentrum. Nördlich verläuft die Avenida de Becora, südlich die Rua de Becussi. Die beiden Straßen treffen im Osten aufeinander.
In Becusi Leten befinden sich zahlreiche Bildungseinrichtungen: Die Escola 12 de Novembro, die Prä-Sekundarschule und die Sekundarschule Herois da Patria, die Universidade Oriental Timor Loro sa'e (UNITAL), die Escola Técnica Profissional de Becora und die Escola Secundária Técnico Vocacional de Hospitalidade e Turismo (EHT). Im Osten steht die Polizeistation Becora.